# Stanisław Urban (wioślarz)

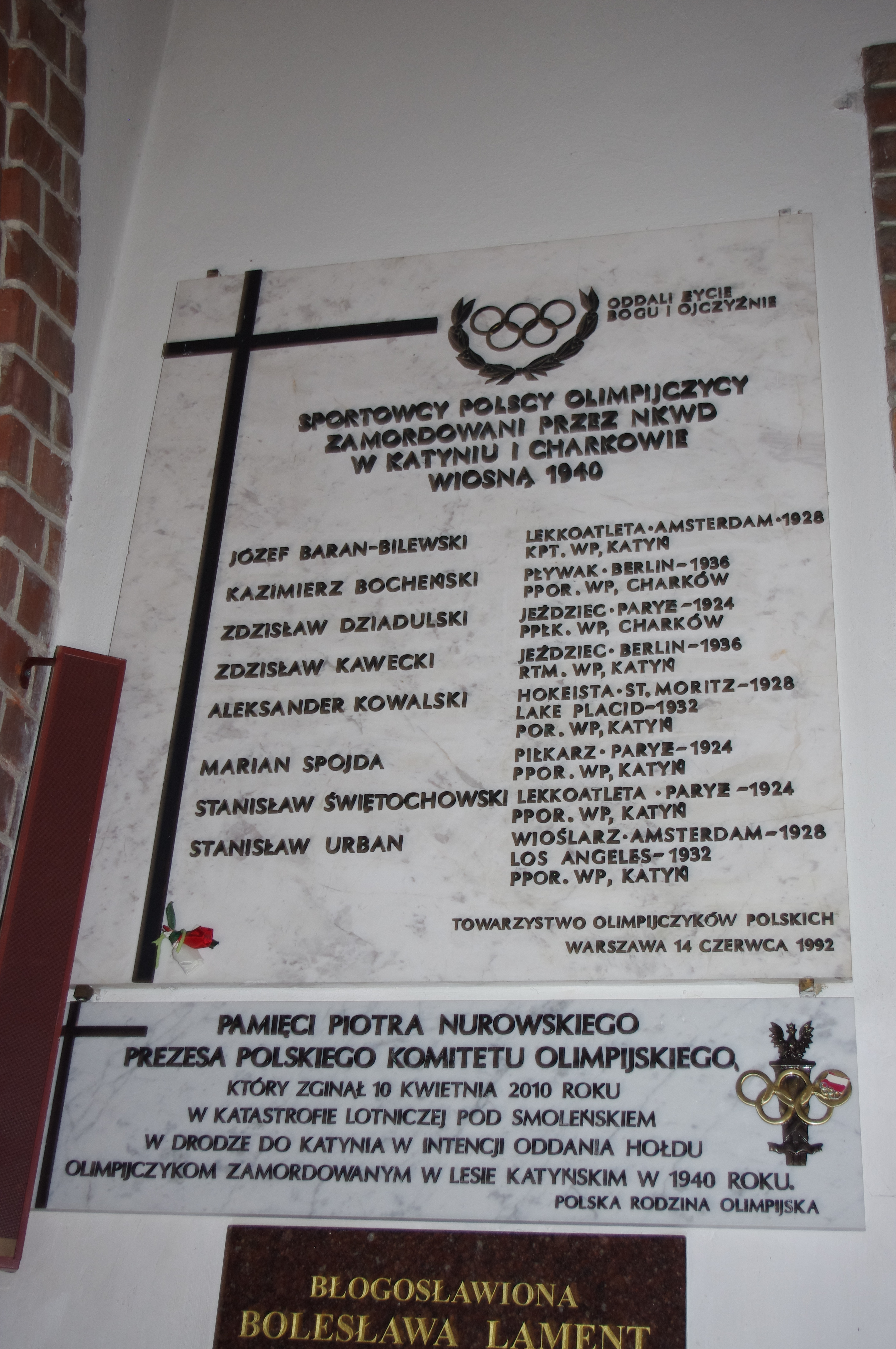
Tablica upamiętniająca polskich olimpijczyków pomordowanych przez NKWD w bazylice katedralnej św. Michała i św. Floriana w Warszawie

Stanisław Urban (ur. 13 września 1907 w Warszawie, zm. w kwietniu 1940) – polski wioślarz, medalista olimpijski, przez strony sportowe uważany za ofiarę zbrodni katyńskiej.
Wystartował na igrzyskach olimpijskich w Amsterdamie (1928), gdzie w ósemkach odpadł w ćwierćfinałach. Na rozgrywanych cztery lata później igrzyskach olimpijskich w Los Angeles zdobył brązowy medal w wyścigu czwórek ze sternikiem (wraz z nim osadę tworzyli Jerzy Braun, Edward Kobyliński, Janusz Ślązak i sternik Jerzy Skolimowski). 
Brał udział w mistrzostwach Europy w Budapeszcie w 1933. Był mistrzem Polski w czwórkach ze sternikiem w 1933 i wicemistrzem w tej konkurencji w 1930. Czterokrotnie zdobywał też brązowe medale mistrzostw Polski w ósemkach (1930, 1931), czwórkach bez sternika (1929) i dwójkach ze sternikiem (1931). Jako wioślarz reprezentował Warszawskie Towarzystwo Wioślarskie.
Był także czołowym rugbystą AZS Warszawa w latach 1928–1930.
Po wybuchu II wojny światowej walczył w kampanii wrześniowej w stopniu porucznika. Pojmany przez Armię Czerwoną został osadzony w obozie jenieckim w Kozielsku. Wg stron sportowych w 1940 stał się jednym z ponad 10 tysięcy polskich oficerów zamordowanych w zbrodni katyńskiej, jednak nie figuruje w żadnej księdze cmentarnej polskiego Cmentarza Wojennego w Katyniu, ani na innej liście Ofiar zbrodni.